# بينوا سير
بينوا سير هو سياسي كندي، ولد في 14 يونيو 1948. انتخب عضو الجمعية التشريعية لنيو برونزويك ‏.